# GNOME Display Manager
GNOME Display Manager або GDM — графічний дисплейний менеджер для X Window System. Ця програма реєструє користувачів в операційній системі, пропонуючи їм ввести їх логін і пароль, та відповідає за відображення робочого столу, вікон та інших єлементів системи. GDM також дозволяє обирати сеанс і локаль (набір мовних і регіональних налаштувань). Екран привітаня GDM може мати різний вид залежно від того, яка до нього прилаштована тема.
GDM є частиною GNOME і поширюється вільно на умовах GNU General Public License.

## Дивись також
- KDM
- LightDM